# Marenići
Marenići su pogranično naseljeno mjesto u općini Čajniču, Republika Srpska, BiH. Nalaze se uz zapadnu obalu rječice Radojne, jugozapadno od Todorovića.
Godine 1985. pripojeni su naselju Todorovićima (Sl.list SRBiH, br.24/85).

## Stanovništvo
| Narod     | Popis 1961. | Popis 1971. | Popis 1981. |
| --------- | ----------- | ----------- | ----------- |
| Hrvati    |             |             |             |
| Muslimani |             |             |             |
| Srbi      | 101         | 119         | 99          |
| ostali    |             |             | 2           |
| Ukupno    | 101         | 119         | 101         |